# نهاية الشياطين (فلم)
نهاية الشياطين هو فيلم مصري عرض عام 1970، بطولة فريد شوقي ونجلاء فتحي ويوسف شعبان وإبراهيم خان، ومن إخراج حسام الدين مصطفى.

## قصة الفيلم
تدور أحداث الفيلم حول ثلاثة من الشباب الضائع الذي لا هدف له في الحياة، إسماعيل ورأفت وحمادة يسرقون خزانة محل هدايا وتحف، ثم يتفرقون، يعمل إسماعيل في معرض بيع سيارات، تتردد زهرة المرشدة السياحية على المعرض بغرض شراء سيارة خاصة لها، وعندما تختار السيارة، يدعي إسماعيل أنه حضر لشراء نفس السيارة، ويبدأ في مطاردة وملاحقة زهرة في كل مكان، ويتبادلان المقابلات والإعجاب، ويتزوجان، أما زميله رأفت فيحب ابنة مدير أحد البنوك. بينما يعمل حمادة في محل كوافير، يستغل إعجاب صاحبة المحل بشبابه كي يحصل على أموالها، يتفق الأصدقاء الأشقياء على سرقة بنك، ويرتبون الأوراق وينجحون في الاستيلاء على أموال البنك، إلا أن إسماعيل يسقط لوحده ويسجن، وأثناء وجوده داخل السجن يعرف أن الورقة المالية فئة المائة جنيه قد ألغيت، فيقوم بابتلاع موسي حلاقة وينقل إلى المستشفى ويهرب منها بمساعدة زميل له، ليقوم باستبدال النقود في الوقت المناسب، وخلال عودتهم يسقط إسماعيل من شدة الإعياء، ليصارع رأفت حمادة على النقود الموجودة بينهما، لتأتي الشرطة وتحاصرهم من كل جانب ليلقى الثلاثة مصرعهم أثناء مقاومة الشرطة.

## طاقم التمثيل
- فريد شوقي
- نجلاء فتحي
- يوسف شعبان
- إبراهيم خان
- توفيق الدقن
- زوزو شكيب
- إدمون تويما
- سهير فخري
- عبد الغني النجدي
- عبد المنعم بسيوني
- إسكندر منسي
- رضوان حافظ
- تمام إبراهيم
- حمدي مرسي
- حسين قنديل
- أحمد مرسي
- محمود رشاد
- فايق بهجت
- لولا محمد
- مصطفى كامل
- فتحية شاهين
- توفيق الكردي

## فريق العمل
- إخراج: حسام الدين مصطفى
- قصة:
- سيناريو:
- حوار:
- مدير التصوير: علي خير الله
- مونتاج: عبد العزيز فخري
- إنتاج: أفلام إيهاب الليثي
- توزيع: بترا فيلم